# Atelopus franciscus
Atelopus franciscus és una espècie d'amfibi que viu a la Guaiana Francesa.